# Bryum subsericeum
Bryum subsericeum är en bladmossart som beskrevs av Brotherus in Herzog 1916. Bryum subsericeum ingår i släktet bryummossor, och familjen Bryaceae. Inga underarter finns listade i Catalogue of Life.